# Jan-Halvor Halvorsen
Jan-Halvor Halvorsen (* 8. März 1963 in Bamble, Norwegen) ist ein ehemaliger norwegischer Fußballspieler und -trainer.

## Spielerkarriere
Halvorsen spielte in der Jugend bei Pors Grenland. Dort spielte er bereits als 15-Jähriger in der ersten Mannschaft.
Mit 18 Jahren erfolgte der Wechsel zu Eik-Tønsberg und zwei Jahre später nach FK Jerv. 1987 unterschrieb er dann zum ersten Mal einen Vertrag bei einem größeren Verein: Brann Bergen. Mit Brann erreichte er zweimal das norwegische Pokalfinale, welches allerdings beide Male verloren wurde. 1989 wechselte Halvorsen für ein halbes Jahr zu Start Kristiansand, allerdings konnte er sich dort nicht durchsetzen. Im Sommer desselben Jahres schließlich folgte er dem Ruf des deutschen Zweitligisten Hertha BSC, mit dem er 1990 den Aufstieg in die 1. Bundesliga schaffte. Nach dem sofortigen Wiederabstieg blieb er bis 1992 in Berlin. In derselben Zeit absolvierte er neun Länderspiele für Norwegen.
Nach dem Gastspiel in Deutschland wechselte er nach Dänemark zu Aarhus GF und spielte zwei Jahre als Stammspieler. 1994 kehrte er zu Sogndal Fotball in sein Heimatland zurück, konnte sich allerdings dort wie auch in seinen beiden letzten Stationen (Rosenborg Trondheim und Byåsen IL) nicht durchsetzen, woraufhin er im Alter von 31 Jahren seine Spielerkarriere beendete.

## Trainerkarriere
Nach dem Ende seiner Spielerkarriere wurde er bei seinem letzten Verein Byåsen IL sofort Trainer. Nach den Engagements bei Start Kristiansand und Sogndal Fotball folgte 2005 der bisherige Höhepunkt seiner Trainerlaufbahn, da er den schwedischen Erstligisten GIF Sundsvall trainierte. Nach nur einem Jahr verließ er Schweden in Richtung Notodden FK, wo er auf Anhieb ohne Niederlage den Aufstieg in die 2. Liga schaffte.
Am 17. Januar 2011 wurde bekannt gegeben, dass Halvorsen Co-Trainer von Hans Backe bei Red Bull New York wird. Ende 2012 verließ das Duo den Klub wieder. Anfang 2013 wurde er Cheftrainer von FK Bodø/Glimt. Seine neue Mannschaft führte er zum Aufstieg 2013. Nach dem Klassenerhalt 2014 konnte er sein Team in der folgenden Spielzeit im Mittelfeld platzieren. Anschließend heuerte er bei Fredrikstad FK eine Liga tiefer an, wurde jedoch im August 2016 wieder entlassen.

## Familie
Halvorsen lebt mit seiner Frau Hilde in der Nähe von Oslo. Mit ihr hat er drei Söhne: Jonas, Torben und Jesper. Tochter Kathrina stammt aus einer vorherigen Beziehung.

## Erfolge
als Spieler:
- 1992: Dänischer Pokalsieger
- 1995: Norwegischer Pokalsieger
- 1995: Norwegischer Meister
- 1996: Norwegischer Meister

als Trainer:
- 2006: Aufstieg in die zweite norwegische Liga